# Euphyia rufibasalis
Euphyia rufibasalis là một loài bướm đêm trong họ Geometridae.